# Parafia św. Marcina w Świdnicy
Parafia Świętego Marcina w Świdnicy – parafia rzymskokatolicka we wsi Świdnica, należąca do dekanatu Zielona Góra – Ducha Świętego diecezji zielonogórsko-gorzowskiej, metropolii szczecińsko-kamieńskiej w Polsce, erygowana w 1357 roku.
Do parafii należą trzy kościoły: parafialny św. Marcina w Świdnicy, filialny NMP Królowej Polski w Świdnicy oraz kościół filialny Matki Bożej Rokitniańskiej w Piaskach.

## Proboszczowie
- ks. Władysław Terlikowski (1945-1974)
- ks. Edward Kornaus (1974-1991)
- ks. Czesław Kroczak (1991–1995)
- ks. Adam Palczak (1995–1996)
- ks. Andrzej Pomietło (1996-2011)
- ks. Robert Tomalka (2011–2020)
- ks. Tomasz Filiczkowski (od 2020)